# Ivana Kejvalová
Ivana Kejvalová (* 21. října 1960, Jihlava) je bývalá československá hráčka basketbalu. Je vysoká 174 cm.

## Sportovní kariéra
V basketbalovém reprezentačním družstvu Československa v letech 1978 až 1988 hrála celkem 96 utkání a má podíl na dosažených sportovních výsledcích. Zúčastnila se kvalifikace na Olympijské hry 1980 (Varna, Bulharsko) - 8. místo, Mistrovství světa 1986 Moskva - 4. místo, Mistrovství Evropy 1987, na nichž získala dvě čtvrtá místa na MS 1976 a na ME 1987.
V československé basketbalové lize žen hrála celkem 10 sezón (1978-1988) za družstvo KPS Brno, s nímž získala v ligové soutěži jeden titul vicemistra Československa (1980), tři třetí místa (1981, 1983, 1987) a tři čtvrtá místa. Je na 95. místě v dlouhodobé tabulce střelkyň československé basketbalové ligy žen za období 1963-1993 s počtem 1522 bodů. S klubem se zúčastnila pěti ročníků Evropského poháru Liliany Ronchetti (1979, 1981, 1982, 1984, 1988), v němž v roce 1982 klub prohrál až ve finále poháru proti Spartaku Moskva Reg. 68-89.,,

## Sportovní statistiky

### Kluby
- 1978-1988 KPS Brno, celkem 10 sezón a 4 medailová umístění: 2. místo (1980), 3x 3. místo (1981, 1983, 1987), 3x 4. (1979, 1984, 1986), 2x 5. (1982, 1985), 6. (1988)
- 95. místo v tabulce střelkyň ligy s počtem 1522 bodů

### Evropské poháry
- KPS Brno - Pohár Liliany Ronchetti 1979 (6 zápasů 4-2), 1981 (4 zápasy 2-2), 1982 (9 zápasů 6-3), 1984 (2 0-2), 1988 (2 0-2)
- V roce 1982 2. místo, prohra ve finále Evropského poháru proti Spartak Moskva Reg. 89-68, v letech 1978, 1979, 1981 účast ve čtvrtfinálové skupině

### Československo
- Kvalifikace na Olympijské hry 1980 Varna, Bulharsko (51 bodů /10 zápasů) 8. místo
- Mistrovství světa: 1986 Moskva (2 /5) 4. místo
- Mistrovství Evropy: 1987 Cadiz, Španělsko (15 /4) 4. místo
- 1978-1988 celkem 96 mezistátních zápasů, na OH, MS a ME celkem 68 bodů v 19 zápasech